# Neoxyphinus capiranga
Neoxyphinus capiranga – gatunek pająków z rodziny Oonopidae.

## Taksonomia
Gatunek ten opisany został po raz pierwszy w 2017 roku przez Níthomasa M. Feitosę i Daniellę F. Moss na łamach „Zootaxa”. Jako lokalizację typową wskazano Platô Capiranga w Juruti w brazylijskim stanie Pará. Epitet gatunkowy pochodzi od tejże lokalizacji.

## Morfologia
Holotypowy samiec i paratypowa samica mają 1,68 mm długości ciała. Karapaks ma bladopomarańczowe ubarwienie, lekko wyniesioną część głowową, pozbawione ząbkowania krawędzie, pozbawiony powiększonych kieszonek szczecinkowych tył oraz pozbawiony jest kolców na powierzchniach tylno-bocznych. U samicy powierzchnia karapaksu ma teksturę, a po bokach jest rowkowana. Wysoki i w widoku przednim prosty nadustek ma lekko obrzeżoną krawędź. Kolor szczękoczułków, szczęki i wargi dolnej jest bladopomarańczowy. Bladopomarańczowe, szersze niż dłuższe sternum u obu płci pozbawione jest dołków na powierzchni. Odnóża są żółte, u samca pozbawione kolców. Opistosoma (odwłok) ma bladopomarańczowe, gładkie skutum grzbietowe oraz tak samo ubarwione skutum epigastryczne i postepigastryczne.
Nogogłaszczki samca są w całości żółte, wyposażone w jasny, pozbawiony blaszek embolus.

## Rozprzestrzenienie
Pająk neotropikalny, endemiczny dla Brazylii, znany ze stanów Amazonas, Pará, Rondônia i Mato Grosso. 